# Can Cuadras
Can Cuadras és una obra gòtica de Santa Maria de Palautordera (Vallès Oriental) protegida com a Bé Cultural d'Interès Local.

## Descripció
Casa entre mitgeres amb coberta a dues vessants i carener paral·lel a la façana. Ha estat arrebossada i pintada recentment. Consta de planta baixa, pis i golfes, encara que aquestes últimes són de recent construcció.
Pel que fa al número 10, cal destacar la portalada d'accés, d'arc pla i adovellat. La finestra que hi ha a sobre de la porta d'entrada és d'arc conopial lobulat, amb ampit motllurat i brancals decorats. Pel que fa al número 12, cal indicar que es comunica amb les dues façanes. Destaca la llinda plana sense decorar, amb ampit motllurat, brancals decorats i una motllura que recorre l'intradós de la finestra. Cap de les obertures que estan ubicades a la façana del carrer Rafael Morató són originals, encara que segueixen cert criteri estètic amb l'entorn.

## Història
Al llarg del segle XX fins a l'actualitat ha estat un forn de pa molt conegut al poble (Can Roca) que actualment està situat al número 12. El número 10 és una botiga de llaminadures que pertany al mateix propietari del número 12, ja que és tota la mateixa edificació.
Fa escassos anys es va rehabilitat tot l'edifici i es va pintar la façana i netejar la pedra de les obertures existents